# Visibaba (gmina Požega)
Visibaba (cyr. Висибаба) – wieś w Serbii, w okręgu zlatiborskim, w gminie Požega. W 2011 roku liczyła 1193 mieszkańców.